# Rezerwat przyrody Rokoš
Rezerwat przyrody Rokoš (słow. Národná prírodná rezervácia Rokoš) – rezerwat przyrody położony w Górach Strażowskich na Słowacji, obejmujący znaczną część masywu góry Rokoš. Powierzchnia 460,41 ha.

## Położenie
Rezerwat leży w południowej części Gór Strażowskich, w ich części zwanej Nitrickimi Wierchami. Obejmuje grzbiet i znaczne połacie stoków masywu Rokoša (1010 m n.p.m.), drugiego co do wysokości szczytu Nitrickich Wierchów. Teren rezerwatu jest znacznie rozczłonkowany. Po wsch. stronie głównego grzbietu masywu obejmuje on stoki od Koszutowej Skały (841 m n.p.m.) na pn. po Malý Rokoš (953 m n.p.m.) na pd., natomiast po stronie zach. dwa wąskie pasy wzdłuż grzbietów (m.in. Srnná, 620 m n.p.m.) schodzących od szczytu Rokoša ku dolinie Podhradskiego Potoku (słow. Podhradský potok).
Tereny rezerwatu leżą w granicach administracyjnych wsi Omastiná i Uhrovské Podhradie w powiecie Bánovce nad Bebravou oraz Nitrianske Rudno, Nitrianske Sučany, Diviacka Nová Ves i Diviaky nad Nitricou w powiecie Prievidza w kraju trenczyńskim.

## Charakterystyka przyrodnicza
Masyw Rokoša w granicach rezerwatu budują wapienie i dolomity płaszczowiny choczańskiej. Procesy erozyjne uformowały z nich różnorodne formy w postaci ciągów ścian i progów skalnych wzdłuż stoków oraz baszt, ambon i turniczek wzdłuż grzbietów. Inne formy rzeźby krasowej są nieliczne, ograniczają się do inicjalnych form lapiazu oraz kilku krótkich jaskiń o skromnej w większości szacie naciekowej. Najwyższym punktem rezerwatu jest szczyt Rokoša (1010 m n.p.m.), najniższymi są dolina Podhradskiego Potoku po stronie zach. (ok. 400 m n.p.m.) oraz Dolina Rokoska w miejscu zwanym Horné Pažitie po stronie wsch. (ok. 480 m n.p.m.). Praktycznie cały teren rezerwatu pozbawiony jest stałych cieków wodnych.

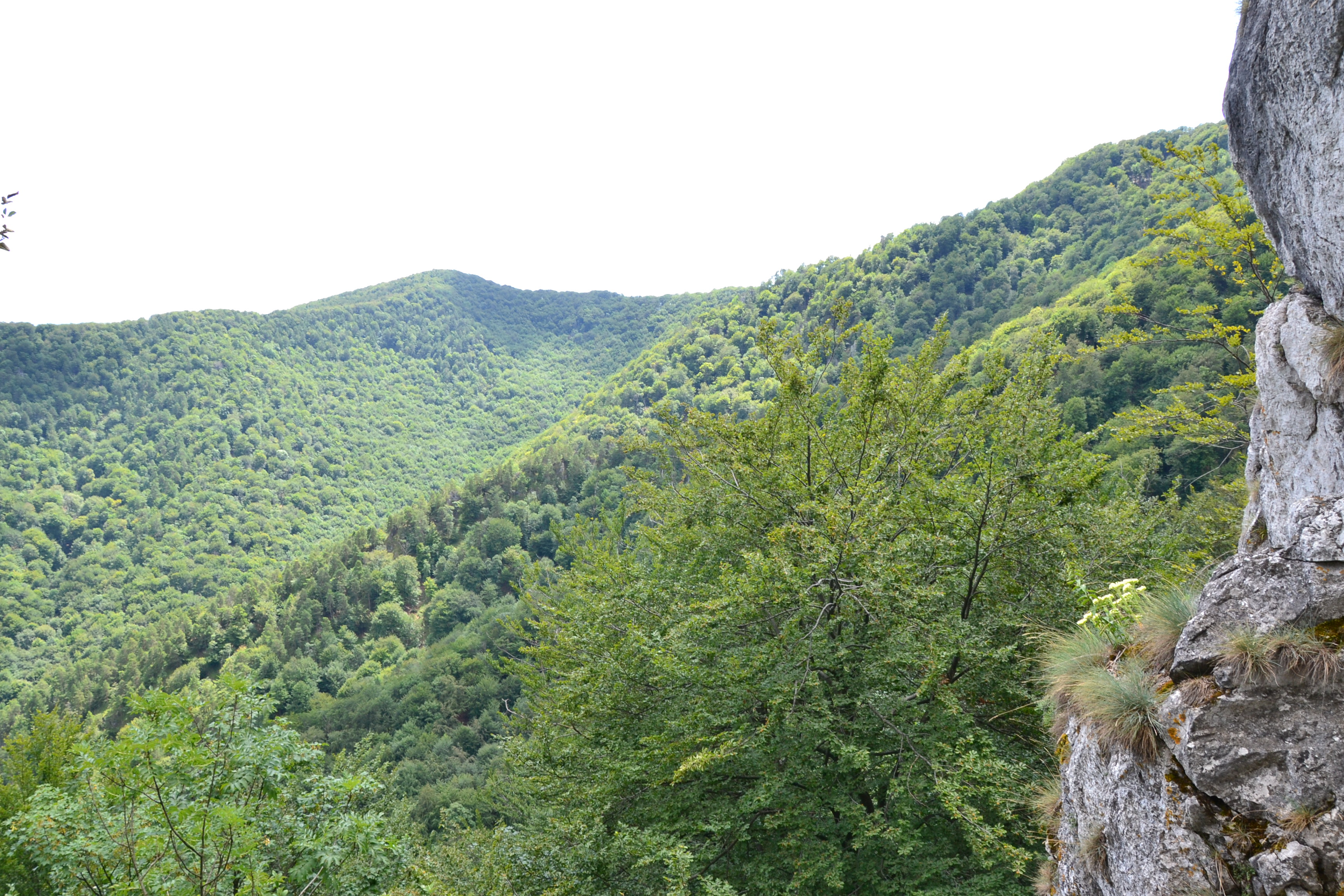
Szczytowe partie Rokoša

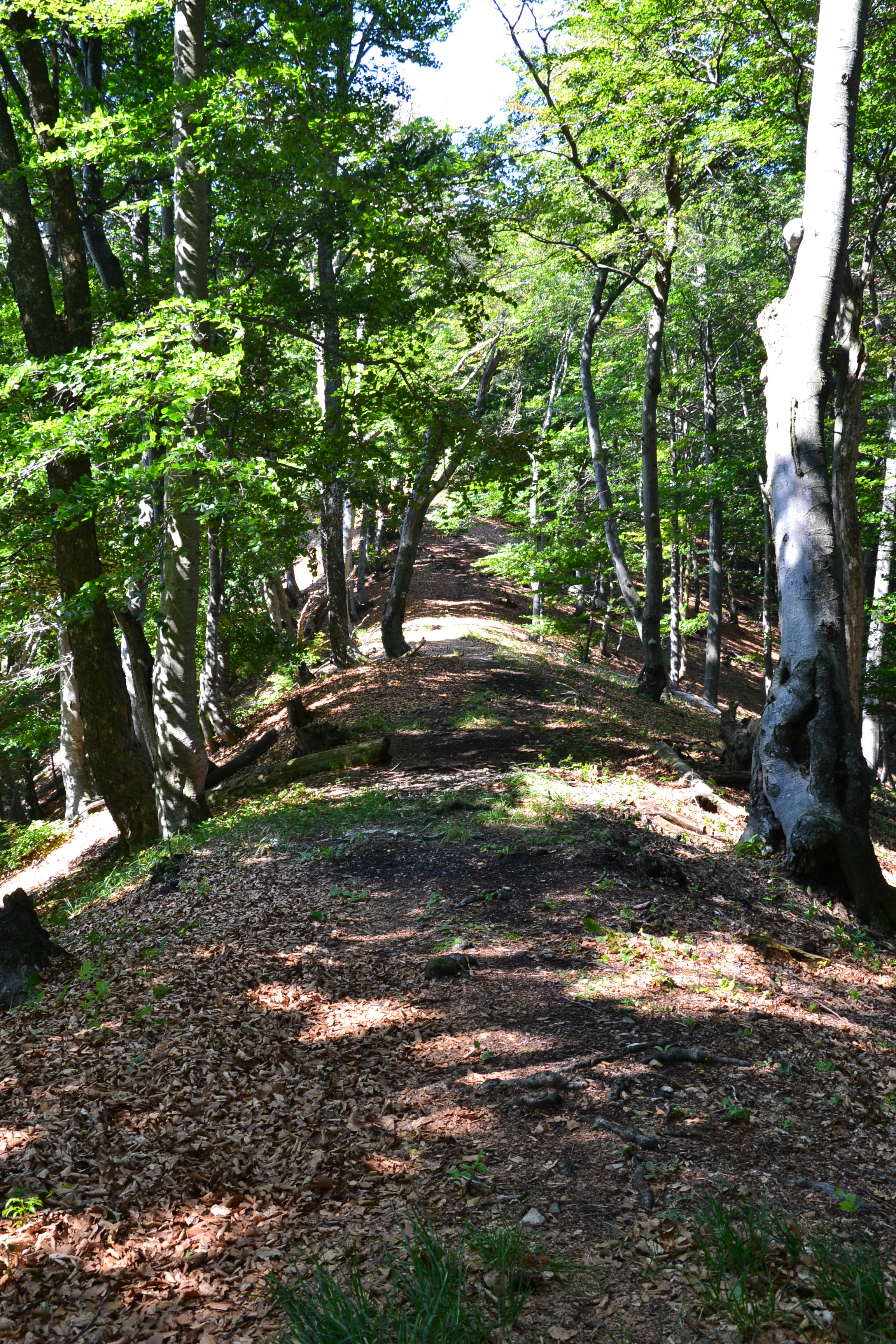
Buki na grzbiecie Rokoša

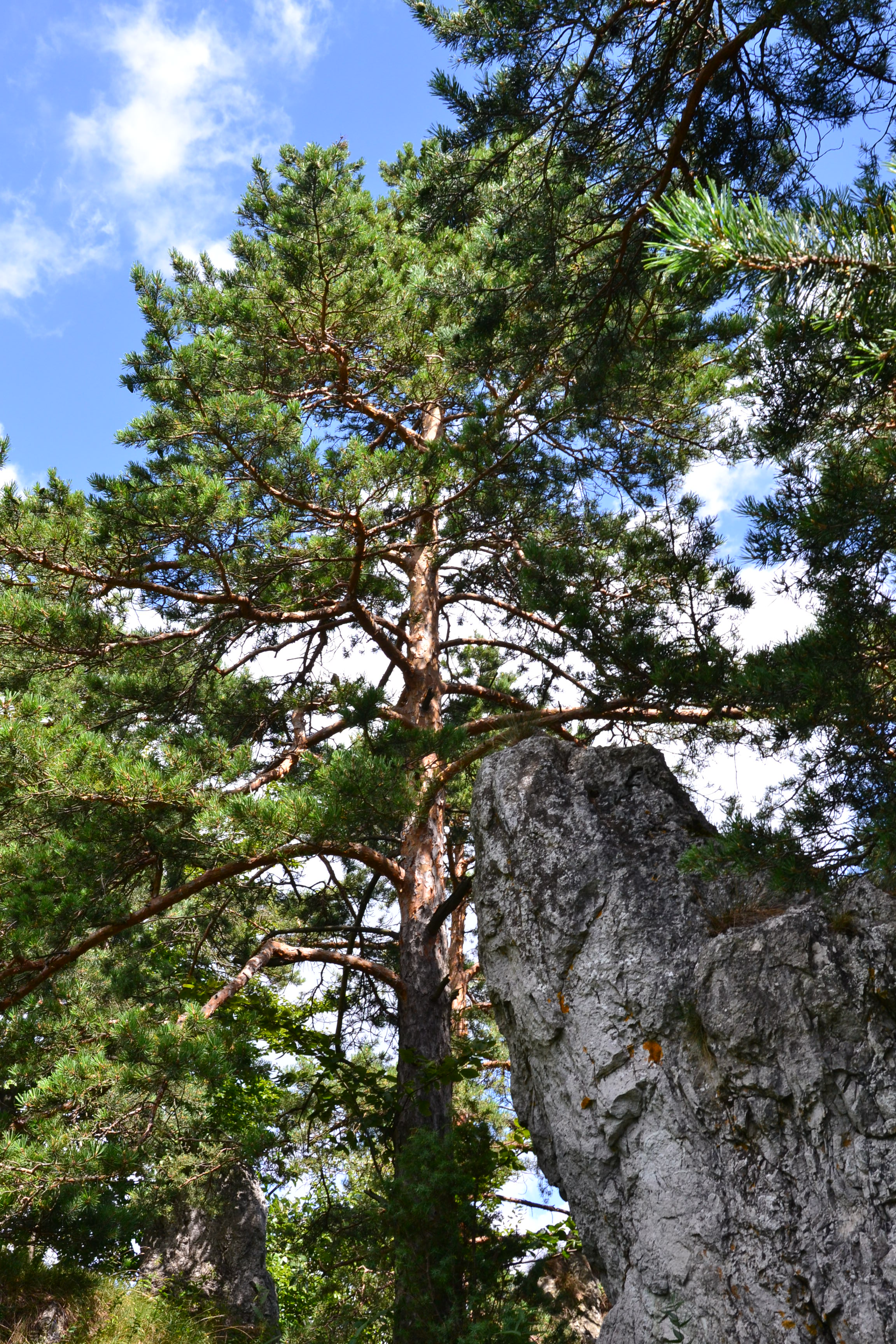
Sosna na grzbiecie Rokoša

Prawie cały teren rezerwatu jest pokryty lasami. Poza rozległą polaną, opadającą spod szczytu Rokoša ku zach. niezalesione są gołe ściany skalne oraz fragmenty stromych, suchych stoków, które pokrywają zespoły roślinności naskalnej oraz murawy kserotermiczne. Głównym gatunkiem lasotwórczym jest tu buk, tworzący – w zależności od ekspozycji i ukształtowania terenu – różne zespoły buczyn, które możemy tu obserwować na wszystkich etapach rozwoju. W zespołach tych bukowi towarzyszą jawor, jesion wyniosły, lipa szerokolistna, a na skalnych wychodniach rzadko jarząb nieszpułkowy. W niższych położeniach występuje dąb bezszypułkowy, tworzący lokalnie rzadkie lasy typu sawannowego. Na cieplejszych stanowiskach spotkamy sosnę zwyczajną oraz wyraźnie ciepłolubny gatunek jakim jest dąb omszony. Jest to jedyne miejsce w całych Karpatach Zachodnich, gdzie obok siebie rosną te dwa gatunki drzew. Pn. granica występowania dębu omszonego przebiega przez Słowację, a w opisywanym rezerwacie znajdują się jego najwyżej położone (ok. 980 m n.p.m.) stanowiska w Zachodnich Karpatach. Swą „karpacką” pn. granicę występowania znajdują tu m.in. dyptam jesionolistny, gipsówka baldachogronowa (endemit panoński), ostnica Jana czy wężymord rakuski. Inne gatunki ciepłolubne osiągają tu swoje najwyższe stanowiska w Karpatach Zachodnich. Np. do wysokości 600–700 m n.p.m. dochodzą tu ożota zwyczajna, jurinea miękka (Jurinea mollis (L.) Reichb.), len cienkolistny czy palczatka kosmata.
Szereg innych gatunków znajduje tu swoją pd. granicę występowania na Słowacji. Należą do nich m.in. zawilec narcyzowaty, pierwiosnek łyszczak, stokrotnica górska, dzwonek drobny czy krzew świdośliwa jajowata. Z endemitów zachodniokarpackich występują tu m.in. urdzik karpacki i bardzo rzadka sasanka słowacka, a z gatunków reliktowych – dębik ośmiopłatkowy i cis pospolity.

## Historia
Rezerwat został powołany rozporządzeniem Ministerstwa Kultury Słowackiej Republiki Socjalistycznej nr 3623/1974-OP z dnia 27 maja 1974 r. z datą obowiązywania od 1 czerwca 1974 r. W rezerwacie obowiązuje 4 (w skali 5-stopniowej) stopień ochrony.

## Cel powołania
Rezerwat został powołany w celu ochrony krajobrazu oraz leśnych, łąkowych i naskalnych biocenoz południowego skraju Karpat, w których obserwować możemy przenikanie się gatunków flory i fauny: południowych, kserofilnych i ciepłolubnych z gatunkami górskimi (borealnymi), z których wiele osiąga tu swoje granice występowania (północne lub południowe).

## Turystyka
Przez teren rezerwatu przebiega kilka znakowanych szlaków  turystycznych, które krzyżują się w płytkiej przełączce (słow. Sedlo Rokoš) na pd.-wsch. od wierzchołka Rokoša. Przez pd.-wsch. część rezerwatu przebiega również ścieżka dydaktyczna im. Fraňa Madvy (słow. Náučný chodník Fraňa Madvu), wiodący z Nitrianskiego Rudna do Nitrianskich Sučan.